# Europa Jupiter System Mission

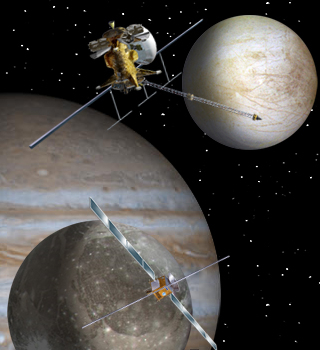
Conceito artístico da Europa Jupiter System Mission: a Jupiter Europa Orbiter (topo) e a Jupiter Ganymede Orbiter (abaixo).

A Europa Jupiter System Mission é uma proposta missão espacial, a ser criada em conjunto pela ESA e da NASA, planejada para ser lançada em torno de 2020, com o objetivo primário de explorar os satélites de Júpiter, com foco em Europa, Ganímedes e a magnetosfera jupiteriana. A ESA e a NASA deram esta missão prioridade sobre a Titan Saturn System Mission. A contribuição da ESA ainda enfrenta competição por fundos por parte de outras missões espaciais, a Laser Interferometer Space Antenna e a International X-ray Observatory, visto que a ESA escolherá continuar o financiamento de apenas uma destas espaçonaves, em 2013. A base da missão é composta por duas sondas espaciais, a Jupiter Europa Orbiter e a Jupiter Ganymede Orbiter.